# Philip Stevenson
Philip Stevenson (* 31. Dezember 1896 in New York; † 30. September 1965 in Alma-Ata, Kasachische SSR) war ein US-amerikanischer Dramatiker, Schriftsteller und Drehbuchautor.

## Leben
Stevenson begann in den 1920er Jahren als Schriftsteller und Bühnenautor tätig zu sein. Bei mehreren Stücken arbeitete er mit seiner Frau Janet Stevenson zusammen. Basierend auf dem Stück Counter-Attack entstand 1945 ein gleichnamiger Spielfilm unter der Regie von Zoltan Korda, an dessen Realisierung die beiden beteiligt waren. Im gleichen Jahr war Stevenson an dem Drehbuch zu Schlachtgewitter am Monte Cassino beteiligt.
Nach dem Zweiten Weltkrieg wurde Stevenson, ebenso wie seine Frau, im Zuge der McCarthy-Ära auf die Schwarze Liste gesetzt und konnte sich nur noch eingeschränkt in Hollywood betätigen. In den 1950er Jahren war er nur noch zwei Mal als Drehbuchautor tätig. Zudem entstand 1954 mit Verdammt ohne Gnade ein Spielfilm, dessen Drehbuch von Bernard Gordon, basierend auf einem Bühnenstück von Stevenson, realisiert wurde.
Stevenson verfasste unter Verwendung des Pseudonyms Lars Lawrence in den 1950er Jahren mehrere Bücher und gründete die Zeitschrift California Quarterly, die in den Jahren 1951 bis 1956 in 13 Ausgaben erschien. Die Zeitschrift sollte als Forum für radikale Schriftsteller und Dichter dienen, die ansonsten wegen medialer Zensur an Veröffentlichungen gehindert wurden.
Bei der Oscarverleihung 1946 war er gemeinsam mit Guy Endore und Leopold Atlas für ihre Drehbuch zu Schlachtgewitter am Monte Cassino für den Oscar in der Kategorie Bestes adaptiertes Drehbuch nominiert.
Stevenson starb eines natürlichen Todes während einer Reise in der Sowjetunion.

## Filmografie (Auswahl)
- 1945: Schlachtgewitter am Monte Cassino (Story of G.I. Joe)
- 1952: Frau in Weiß (The Girl in White)
- 1953: Verschwörung in Algier (Dramma nella Kasbah)